# 敷津西
敷津西（しきつにし）は、大阪府大阪市浪速区の町名。現行行政地名は敷津西一丁目および敷津西二丁目。

## 地理
大阪市浪速区の中央部に位置。東は国道25号を挟んで敷津東、南は大国、北は元町、西はJR西日本の関西本線を挟んで塩草にそれぞれ接する。
地内にある敷津松之宮は摂社の大国主神社がよく知られており、南に隣接する大国との間には大国町駅がある。

## 歴史
元は西成郡木津村の一部。
町名としては、大阪市編入から3年後の1900年（明治33年）に木津敷津町として誕生し、1925年（大正14年）に「木津」の冠称を廃した。
現行行政地名は1980年（昭和55年）実施で、旧：敷津町の西部、大国町の北部、鴎町の北部、勘助町の北部、三島町の東部におおむね該当する。

### 地名の由来
海浜地帯の総称とされる敷津に由来する。

## 世帯数と人口
2019年（平成31年）3月31日現在の世帯数と人口は以下の通りである。
| 丁目         | 世帯数    | 人口    |
| ------------ | --------- | ------- |
| 敷津西一丁目 | 1,763世帯 | 2,252人 |
| 敷津西二丁目 | 1,712世帯 | 2,182人 |
| 計           | 3,475世帯 | 4,434人 |

### 人口の変遷
国勢調査による人口の推移。
| 1995年（平成7年）  | 2,894人 | [ 5 ] |  |
| 2000年（平成12年） | 2,749人 | [ 6 ] |  |
| 2005年（平成17年） | 3,441人 | [ 7 ] |  |
| 2010年（平成22年） | 4,109人 | [ 8 ] |  |
| 2015年（平成27年） | 4,845人 | [ 9 ] |  |

### 世帯数の変遷
国勢調査による世帯数の推移。
| 1995年（平成7年）  | 1,578世帯 | [ 5 ] |  |
| 2000年（平成12年） | 1,673世帯 | [ 6 ] |  |
| 2005年（平成17年） | 2,467世帯 | [ 7 ] |  |
| 2010年（平成22年） | 3,226世帯 | [ 8 ] |  |
| 2015年（平成27年） | 3,699世帯 | [ 9 ] |  |

## 事業所
2016年（平成28年）現在の経済センサス調査による事業所数と従業員数は以下の通りである。
| 丁目         | 事業所数  | 従業員数 |
| ------------ | --------- | -------- |
| 敷津西一丁目 | 73事業所  | 621人    |
| 敷津西二丁目 | 120事業所 | 843人    |
| 計           | 193事業所 | 1,464人  |

## 施設

### 公共施設
- 大阪市立浪速図書館

### 公園
- 鴎町公園 - 公園内に「折口信夫生誕の地」の碑がある[11]。

### 社寺
- 敷津松之宮
- 徳浄寺
- 正宣寺

## 交通

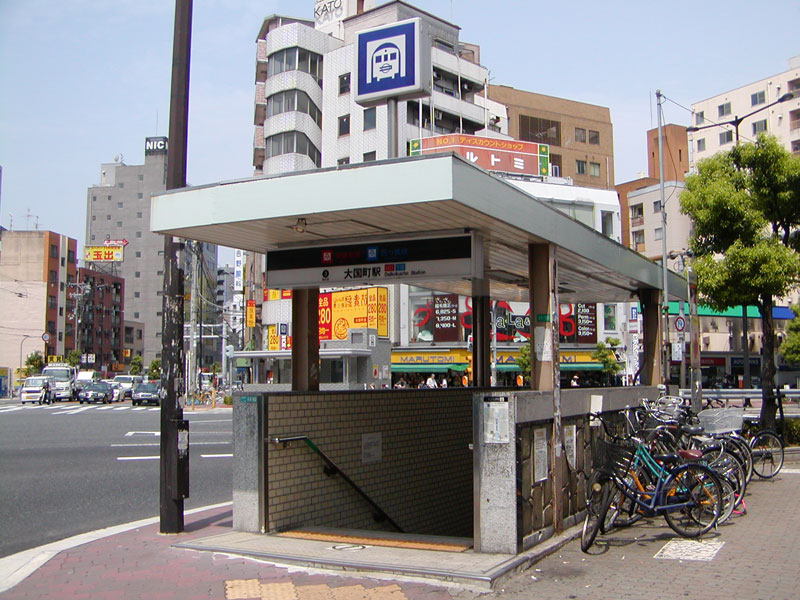
大国町駅

### 鉄道
- 大阪市高速電気軌道 (Osaka Metro) 大国町駅
  - 御堂筋線・四つ橋線

### 道路
国道
- 国道25号

## その他

### 日本郵便
- 〒556-0015[3]（集配局：浪速郵便局[12]）

## 出身人物
- 折口信夫（国文学者、歌人、民俗学者）[11]

## 名所・旧跡
- 折口信夫生誕の地の碑（敷津西1丁目）[13]